# Matthias Constantin Capello von Wickenburg

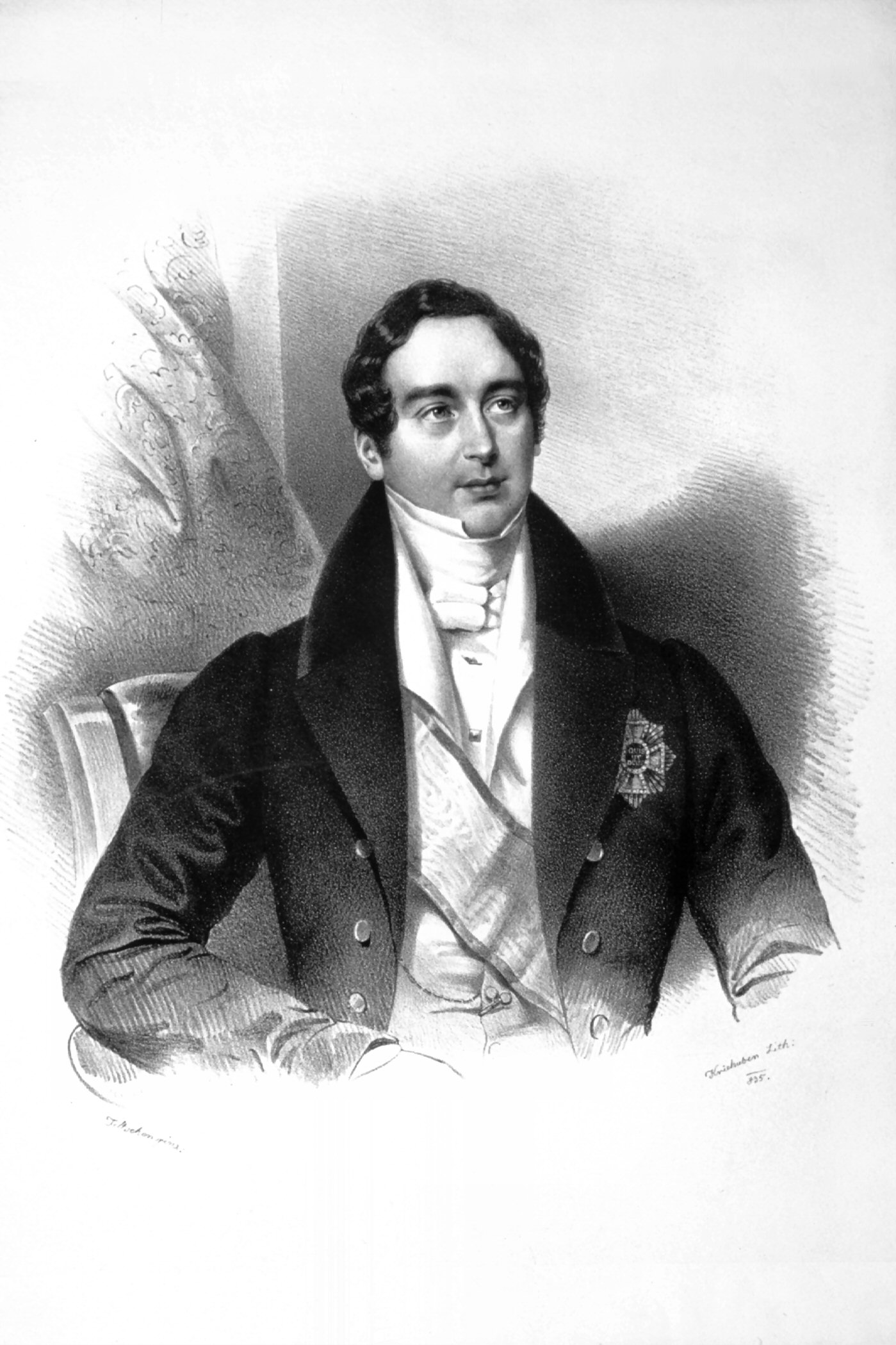
Matthias Constantin Capello von Wickenburg, mit den Großkreuzinsignien des Michaelsordens, Lithographie von Josef Kriehuber nach einem Gemälde von Josef Eduard Teltscher, 1835

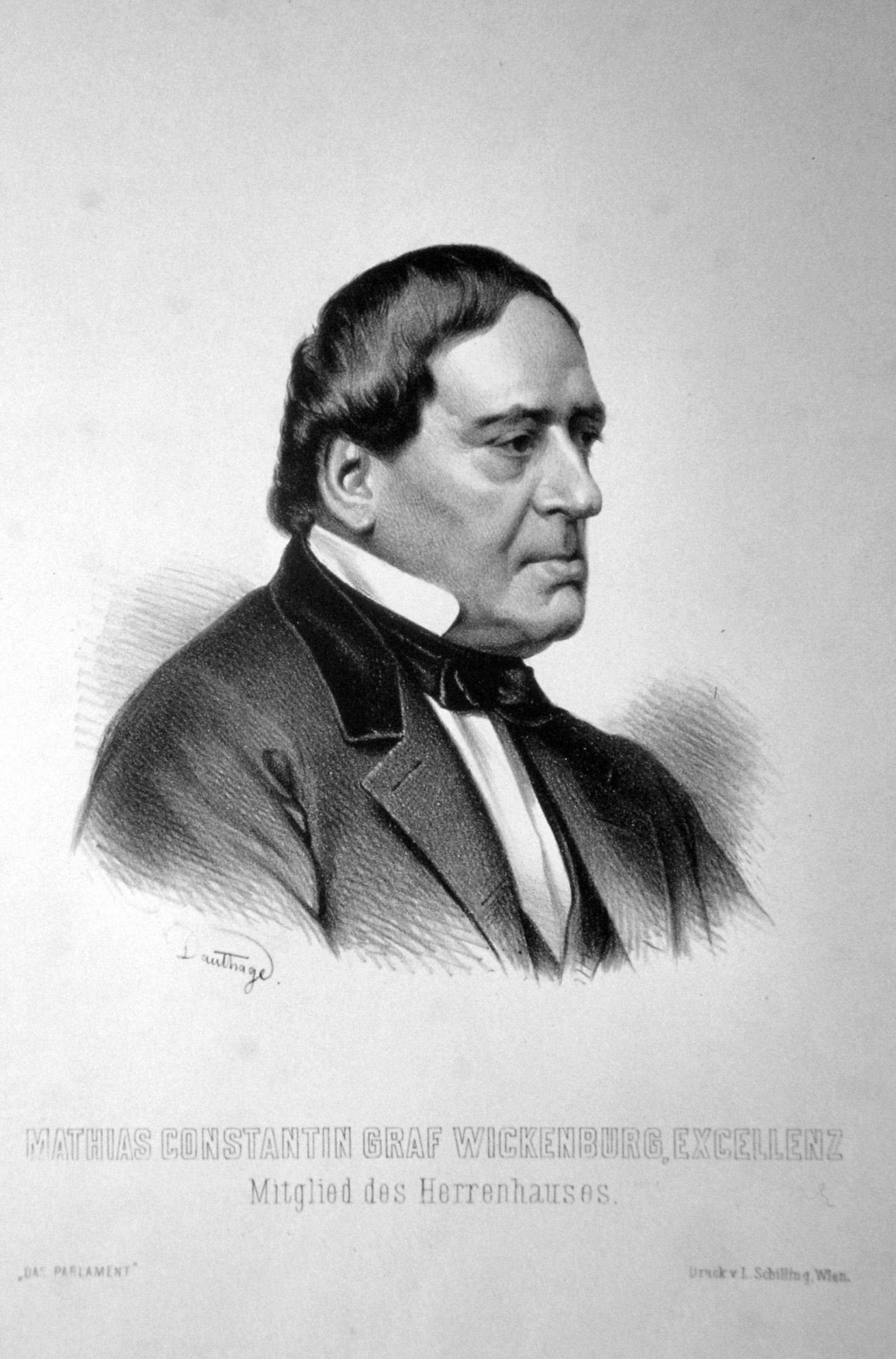
Matthis Constantin Capello von Wickenburg, Lithographie von Adolf Dauthage, um 1860

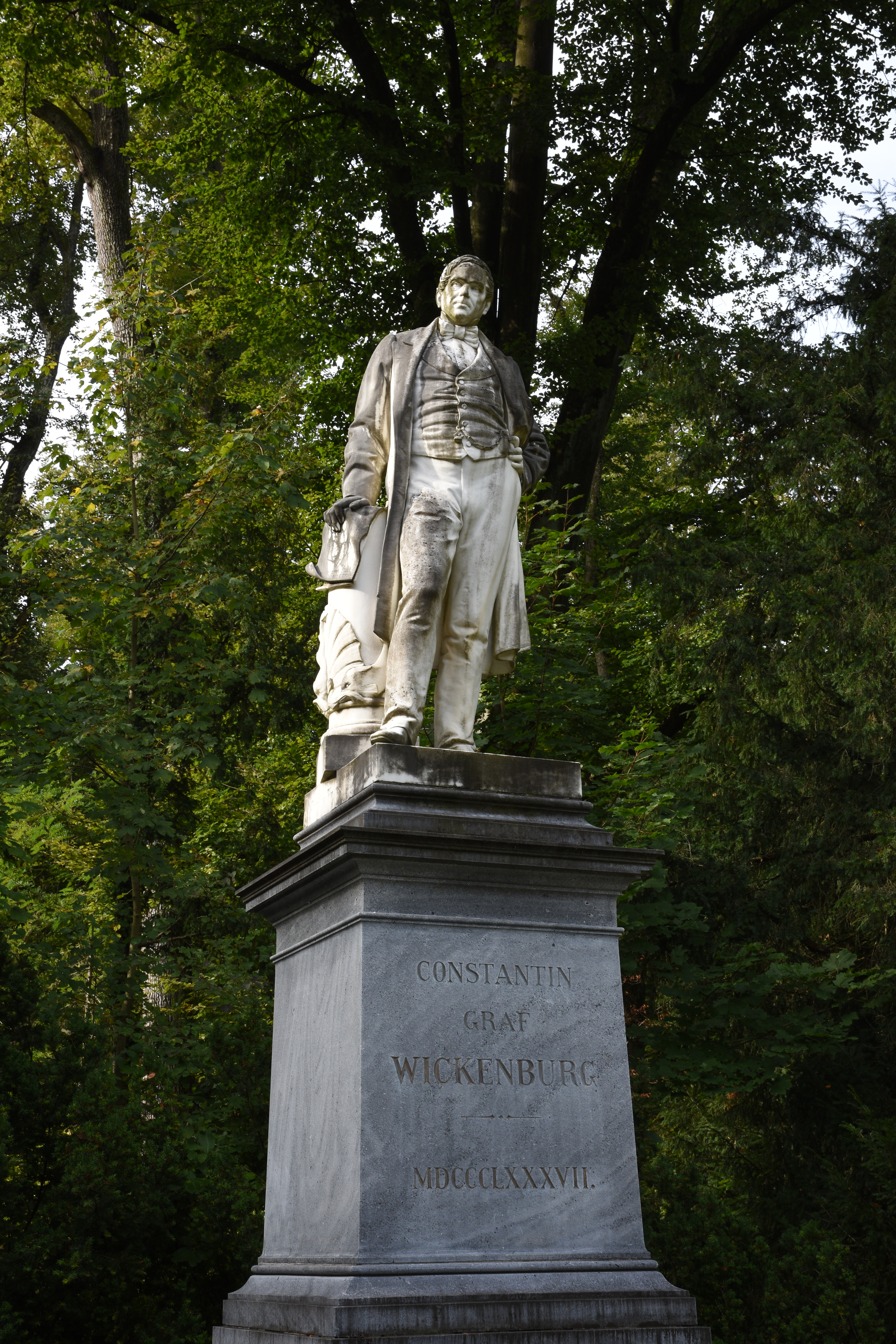
Constantin von Wickenburg, Statue von 1887 im Kurpark Bad Gleichenberg

Matthias Constantin Capello Graf von Wickenburg (* 16. Juli 1797 in Pesch bei Düsseldorf; † 26. Oktober 1880 in Gleichenberg) war ein österreichischer Staatsmann.

## Herkunft
Er war der Sohn des kurpfalz-bayerischen Generals und Gesandten an den Höfen von St. Petersburg und Wien, Anton Anselm Capellini von Wickenburg (1750–1813), einem Enkel des Geheimrats Johann Franz Capellini von Wickenburg (1677–1752). Begründer des Adelsgeschlechtes war dessen Vater Francesco Maria Capellini von Wickenburg, genannt Stechinelli (1640–1694), Generalpostmeister und Hofbankier der welfischen Herzogtümer.
Seine Mutter Lucia Maria geb. von Hallberg (1765–1823) war die Tochter des kurpfalz-bayerischen Gesandten Heinrich Theodor von Hallberg (1725–1792).

## Leben
Matthias Constantin kam schon früh mit seinem Vater nach Wien, wo er das Gymnasium und die Universität besuchte. Er entschloss sich in den Staatsdienst zu treten und machte hier eine erstaunliche, schnelle Karriere. Seine ersten Stationen waren die niederösterreichische Landesregierung und die allgemeine Hofkammer in Wien. 1823 wurde er vom Kaiser zum wirklichen Hofsekretär bei der vereinigten Hofkammer, 1824 zum niederösterreichischen Regierungsrat und 1825 zum Kreishauptmann des Viertels Ober dem Manhartsberg ernannt.
1830 erfolgte die Ernennung zum Vizepräsidenten des Guberniums der Steiermark. 1835 erfolgte die Ernennung zum Gouverneur des Herzogtums Steiermark und wirklichen Geheimrat. In dieser Funktion entwickelte er eine rege Tätigkeit für die Steiermark. Das durch Feuer verheerte Judenburg wurde unter seiner Leitung wieder aufgebaut. In Graz ließ er zwei Kettenbrücken über die Mur erbauen und das Denkmal für Kaiser Franz errichten. Die Städte Graz und Judenburg verliehen ihm das Ehrenbürgerrecht.
Besondere Verdienste erwarb er sich durch die Gründung des Kurortes Bad Gleichenberg. Er stiftete die Pfarrkirche hl. Matthias und das daneben stehende Franziskaner-Hospiz. Die dankbare Stadt errichtete ihm 1887 ein Denkmal.
1843 fand die 21. Versammlung der deutschen Naturforscher und Ärzte in Graz statt. Zum Gelingen dieses bedeutenden Ereignisses trug er zusammen mit Johann von Österreich wesentlich bei.
Das Revolutionsjahr 1848 erwies sich für ihn als verhängnisvoll. In den ersten Monaten gelang es ihm Ruhe in der Steiermark zu bewahren. So machte er sich durch die Anwerbung und Ausrüstung eines Freiwilligenbataillons, das nach Italien entsandt wurde, verdient. Im Oktober gab er den Todesdrohungen von Aufrührern nach, was ihn zu Unrecht in den Geruch der Illoyalität brachte und schließlich zu seiner Entlassung führte. Sein Abschied wurde in der Steiermark sehr bedauert. 1850 ließ er sich in Wien nieder und wartete auf seine Rehabilitation. Ende der fünfziger Jahre wurde er zum Präsidenten des Verwaltungsrates der Kaiserin Elisabeth-Bahn gewählt. 1861 wurde er in das Ministerium Erzherzog Rainer als Handelsminister berufen. In dieser Eigenschaft wurde er Präsident der Wiener Stadterweiterungskommission. 1863 trat er zurück und wurde zum lebenslangen Mitglied des Herrenhauses berufen. Er war auch Mitglied des Baukomitees für das neue k. k. Hofopernhaus. Vom Gemeinderat Wiens wurde er zum Ehrenbürger ernannt.
Er war seit 1829 mit Emma Gräfin Orsay verheiratet. Dieser Ehe entstammen zwei Söhne und drei Töchter.
1821 wurde Mathias Constantin zum Ritter und 1831 zum Großkreuzherren des Ritterordens vom Heiligen Michael ernannt.